# 馬丁城 (蒙大拿州)
馬丁城（英語：Martin City）是位於美國蒙大拿州弗拉特黑德縣的普查規定居民點。

## 歷史
馬丁城的郵局於1947年設立，其後於2007年停運。

## 人口
根據2020年美國人口普查的數據，馬丁城的面積為4.56平方千米，當中陸地面積為4.48平方千米，而水域面積為0.08平方千米。當地共有人口461人，而人口密度為每平方千米101.1人。